# Grande Maison de Bricquebosq
La Grande Maison de Bricquebosq est une ancienne demeure fortifiée, de la fin du XVe siècle ou du début du XVIe, qui se dresse dans le Cotentin sur le territoire de la commune française de Bricquebosq, dans le département de la Manche, en région Normandie. L'édifice est partiellement protégé au titre des monuments historiques.

## Localisation
La Grande Maison est situé près de la Divette, à 1,5 kilomètre au nord-ouest de l'église Saint-Michel de Bricquebosq, dans le département français de la Manche.

## Historique
La grande maison a été construite à la fin du XVe ou au début du XVIe siècle par les comtes de Thieuville, dont l'un fonda la chapelle en 1640.
Eustace de Thieuville, seigneur de Bricquebosq et de Trassy à Canville, en la vicomté de Valognes et seigneur du Bosc, de Pirou et du Saulxey, ces trois derniers fiefs étant à Vesly, en la vicomté de Saint-Sauveur-Lendelin, figure dans le rôle du ban et d'arrière-ban de la vicomté de Valognes réalisé par Gilles Dancel, seigneur d'Audouville, lieutenant général du bailli de Cotentin, les 20 et 22 octobre 1567, et est taxé de vingt quatre livres à ce titre.
Après quatre siècles dans cette même famille, la demeure devient en 1800, par l’intermédiaire d’un mariage, la propriété des comtes de Blangy.
Après le décès de Maximilien de Blangy, mort en 1923 sans descendant, la demeure est achetée par les Letablier, une famille d'exploitants agricoles.

## Description
Ce manoir est l'un des plus beaux exemples de construction rurale du XVIe siècle en Cotentin, dont les éléments gothiques comme les clochetons, de hautes cheminées ou les échauguettes ont été conservés au fil des propriétaires. Le logis se présente sous la forme d'un rectangle allongé.
Le corps central, du début du XVIe siècle, haut d'un étage qui s'éclaire par des fenêtres à meneaux chanfreinés, sous des greniers éclairés par des petites lucarnes, est flanqué de deux pavillons d'angles à deux étages en forte avancée et en toiture en aigu. Percées de meurtrières, les pavillons s'éclairent par des fenêtres étroites et sont pourvus sur l'angle extérieur d'échauguettes coiffées en poivrière.
La façade arrière comprend, en son milieu, une grosse tour à usage d'escalier qu'éclairent par le haut de petites lucarnes percées dans un toit pointu, avec un pigeonnier au dernier niveau, et deux échauguettes également coiffées en poivrière.
Le domaine est desservi par une grande avenue arborée, longeant une maison de gardien en pierres et briques.
Au début du XVIIIe siècle, de nombreuses baies ont été transformées entrainant la suppression de leurs meneaux. Une partie des communs a été ajoutée au XIXe siècle.

## Protection
Au titre des monuments historiques :
- les façades, les toitures des communs ; le colombier dans la tour d'escalier du manoir ainsi que la cheminée du rez-de-chaussée du manoir, côté ouest, sont inscrits par arrêté du 5 octobre 1982 ;
- les façades et toitures du manoir et la chapelle sont classés par arrêté du 5 octobre 1982.

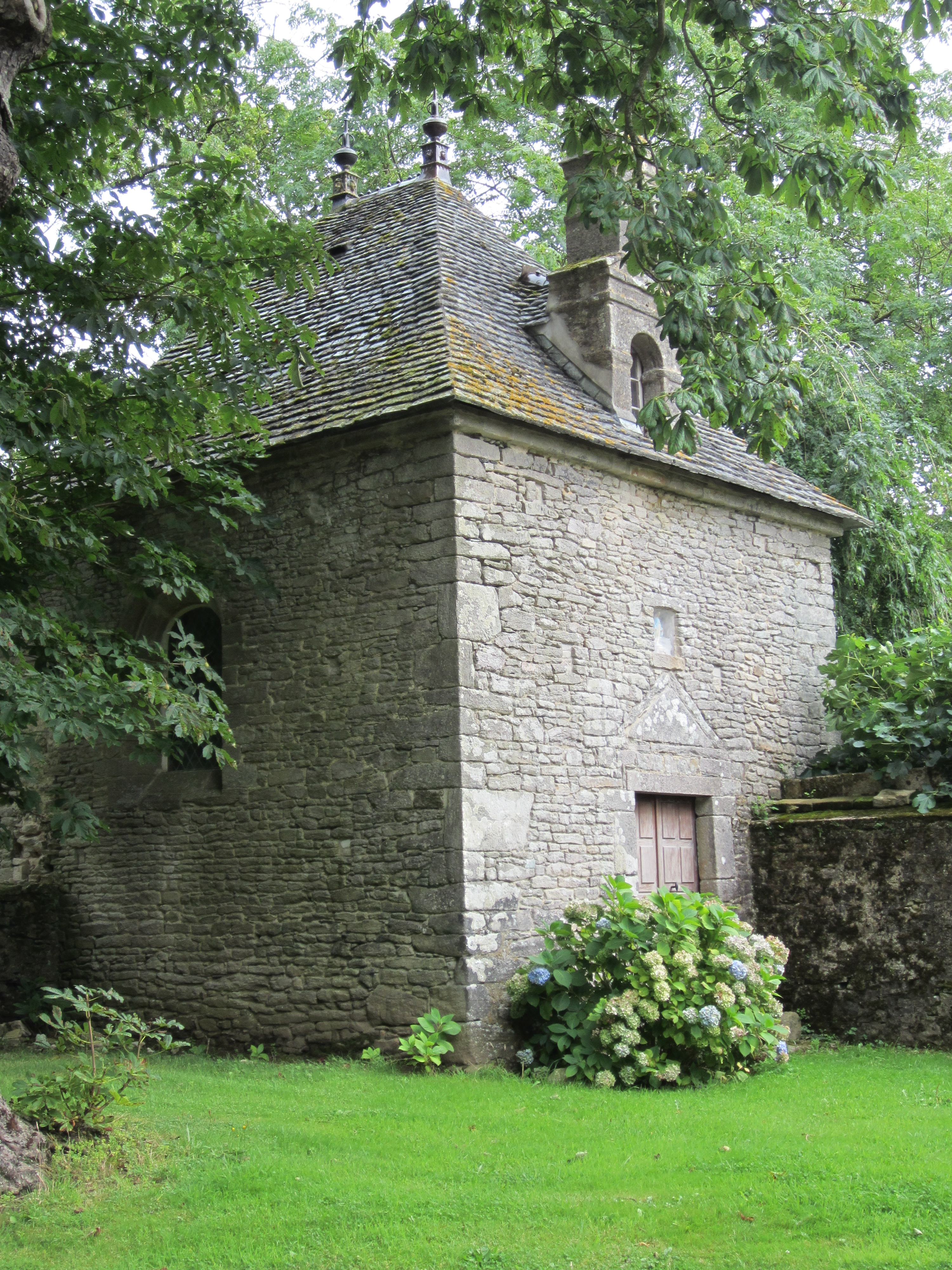
La chapelle.
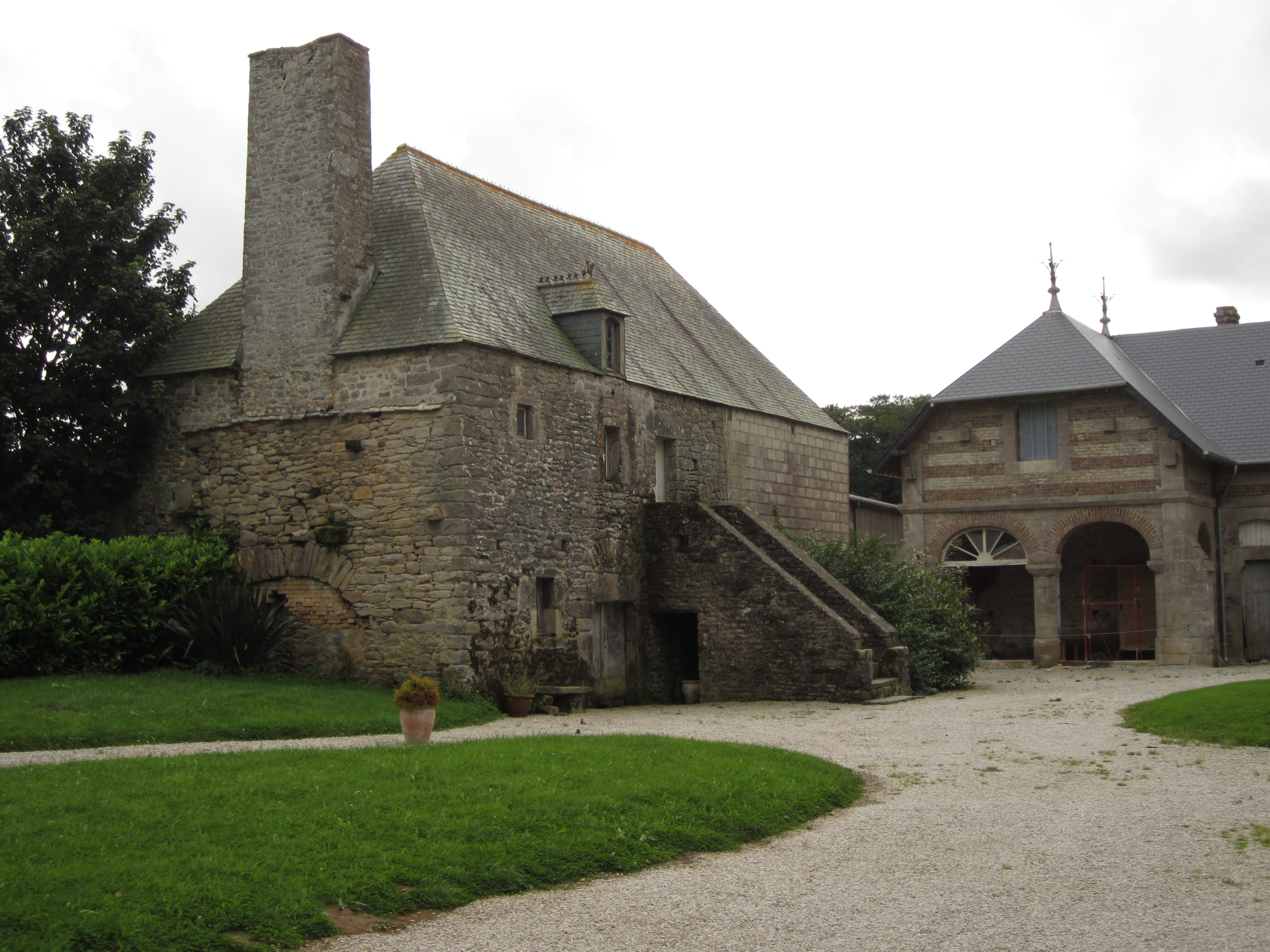
Les communs.
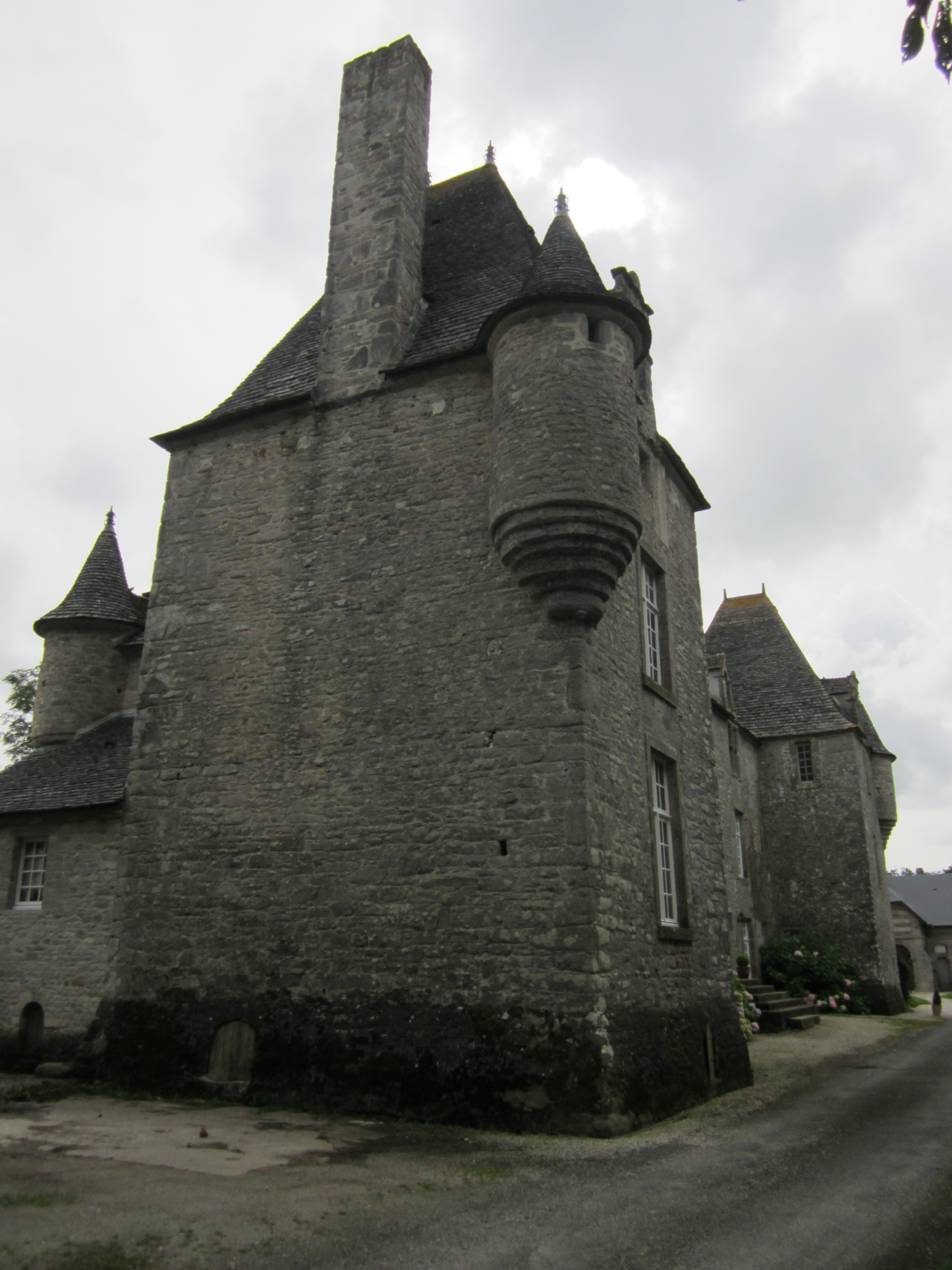
Le pavillon d'angle.